# Бринёво (Житковичский район)
Бринёво (бел. Брынёва) — железнодорожная станция на линии Лунинец — Гомель в Морохоровском сельсовете Житковичского района Гомельской области Беларуси.

## География

### Расположение
В 10 км на восток от Житковичей, 228 км от Гомеля.

## Транспортная сеть
Строения деревянные, вдоль железной дороги.

## История
Основана в XIX веке как поместье помещика Г. А. Кеневича, где было начато производство сахара и в 1861 году выпущено продукции на 1100 рублей. С 1884 года работала винокурня. Со сдачей в эксплуатацию 15 февраля 1886 года железной дороги Лунинец — Калинковичи начал действовать разъезд, а затем железнодорожная станция. Во время Великой Отечественной войны освобождена от захватчиков 5 июля 1944 года.

## Население

### Численность
- 2004 год — 3 хозяйства, 7 жителей.

### Динамика
- 1959 год — 54 жителя (согласно переписи).
- 2004 год — 3 хозяйства, 7 жителей.